# Ladice
Ladice (Hongaars: Barslédec) is een Slowaakse gemeente in de regio Nitra, en maakt deel uit van het district Zlaté Moravce.
Ladice telt 775 inwoners.
Tot en met 1991 waren de Hongaren in de meerderheid in de gemeente (zie Hongaarse minderheid in Slowakije). In dat jaar verklaarden 510 inwoners van de 886 inwoners Hongaar te zijn. Tegenwoordig zijn de Hongaren in de minderheid. In 2011 verklaarden nog 286 inwoners etnisch Hongaar te zijn. De gemeente maakt deel uit van de Hongaarse enclave Zoboralja.